# Les Hasards de l'amour
Les Hasards de l'amour est un téléfilm britannique réalisé par John Hough en 1987. C’est une adaptation du roman de Barbara Cartland A Hazard of Hearts (1949, titre français : Serena ou le hasard des cœurs).

## Synopsis
Pris par le démon du jeu, Sir Staverley en vient à jouer la main de sa fille et sa dot ; il perd et se suicide. Lord Vulcan rachète au vainqueur son gain dans un jeu de dé. Après quelque temps, il fait enfin la connaissance de son acquisition...

## Distribution
- Helena Bonham Carter : Serena Staverley
- Marcus Gilbert : Lord Justin Vulcan
- Edward Fox : Lord Harry Wrotham
- Diana Rigg : Lady Harriet Vulcan, la mère de Justin
- Christopher Plummer : Sir Giles Staverley, le père de Serena
- Stewart Granger : Lord Vulcan, le père de Justin
- Fiona Fullerton : Lady Isabel Gillingham
- Neil Dickson : Nicholas
- Anna Massey : Eudora, la femme de chambre de Serena
- Eileen Atkins : La femme de chambre de Lady Harriet
- Gareth Hunt : Joker